# Gynoplistia nicholsoni
Gynoplistia nicholsoni är en tvåvingeart som beskrevs av Alexander 1928. Gynoplistia nicholsoni ingår i släktet Gynoplistia och familjen småharkrankar. Inga underarter finns listade i Catalogue of Life.